# 크로코 (프로게이머)
크로코(본명: 김동범, 2000년 2월 23일 ~ )는 대한민국의 리그 오브 레전드 프로게이머로 아이디는 Croco이다. 포지션은 정글이다.

## 선수 생활
2019년 1월 20일, 위너스에 입단하면서 프로 커리어를 시작했다.
2019년 5월 28일, 브리온 블레이드에 입단했다. 2019 서머 시즌에서는 팀의 주전 정글러로 활동했다.
2020시즌에서는 도일과 마이티베어가 주전으로 출전하면서 서브 선수로 활동했다.
2021시즌을 앞두고 리브 샌드박스에 입단했다. 2021시즌을 앞두고 팀 내 주전 정글러인 온플릭이 징계를 받아 출전이 정지되었기 때문에 팀의 주전 정글러로 도약했다. 스프링 시즌에서는 주전으로 출전하면서 좋은 모습을 보여주었다. 서머 시즌에서도 좋은 모습을 이어나가며 팀의 포스트시즌 진출에 기여했다. 서머 시즌 LCK 서드 팀에 선정되었으며 루키 오브 더 이어에 선정되었다. 서머 시즌 이후 월즈 선발전에 참가했지만 한화생명 e스포츠에 패배하면서 월즈 진출에 실패했다.
2022시즌을 앞두고 팀에 잔류했다. 스프링 시즌 초반부터 팀의 에이스로 활약했으며 좋은 모습을 여러번 보여주었다. 다만 시즌이 흐를수록 아쉬운 모습을 여러번 보여주었다. 서머 시즌에서는 폼을 끌어올리는 모습을 보였으며 팀의 3위 밑 포스트시즌 진출에 기여했다. 서머 시즌 종료 후 LCK 서드팀에 선정되었다. 서머 시즌 이후 치러진 월즈 선발전에 참가했지만 담원과 DRX에 연달아 패하면서 작년에 이어 월즈 진출에 실패했다. 2022시즌 종료 후 FA가 되면서 팀을 떠났다.
2023시즌을 앞두고 DRX에 입단했다.

## 소속팀
| # | 팀명            | 소속 기간               | 소속 리그 | 비고 |
| - | --------------- | ----------------------- | --------- | ---- |
| 1 | 위너스          | 2019.01.20 ~ 2019.05.28 | CK        |      |
| 2 | 브리온 블레이드 | 2019.05.28 ~ 2020.11.03 | CK        |      |
| 3 | 리브 샌드박스   | 2020.11.20 ~ 2022.11.22 | LCK       |      |
| 4 | DRX             | 2022.12.03 ~ 2023.11.21 | LCK       |      |

## 수상 내역
- 리그 오브 레전드 챔피언스 코리아 2021 Rookie of The Year